# Adolph Kiessling
Adolph Kiessling, född den 15 februari 1837 i Culm, död den 3 maj 1893 i Strassburg, var en tysk filolog.
Kiessling studerade vid universitetet i Bonn under Friedrich Gottlieb Welcker, Friedrich Wilhelm Ritschl, Franz Bücheler och Otto Jahn. År 1863 blev han professor i klassisk filologi vid universitetet i Basel och 1869 blev han lärare vid Johanneum i Hamburg. År 1872 flyttade han till universitetet i Greifswald och 1889 efterträdde han Friedrich Leo vid universitetet i Strassburg. Kiesslings forskning kretsade kring utgivning av klassiska texter. Hans mest välkända verk är en utförlig kommentar till Horatius, som utkom i tre band från 1884 till 1889 och som efter Kiesslings död fortsattes av Richard Heinze.